# William Godwin
William Godwin (Wisbech, 3 marzo 1756 – Londra, 7 aprile 1836) è stato un filosofo, scrittore e politico libertario britannico.
Pensatore del tardo Illuminismo nonché ispiratore di parte del Romanticismo del Regno Unito, specialmente la "seconda generazione romantica" comprendente John Keats, il genero Percy Bysshe Shelley e George Gordon Byron, radicale e repubblicano, è considerato uno dei primi teorizzatori anarchici moderni. L'opera più celebre di Godwin è il saggio Inchiesta sulla giustizia politica 
in cui esprime un ideale di anarchismo filosofico.
Sua moglie fu la scrittrice Mary Wollstonecraft, antesignana del femminismo di tipo liberale e dei diritti delle donne nonché autrice di Rivendicazione dei diritti della donna. Dalla loro unione nacque Mary Godwin, nota, dopo il matrimonio con il poeta Percy Bysshe Shelley, come Mary Shelley, autrice del celebre romanzo Frankenstein.

## Biografia

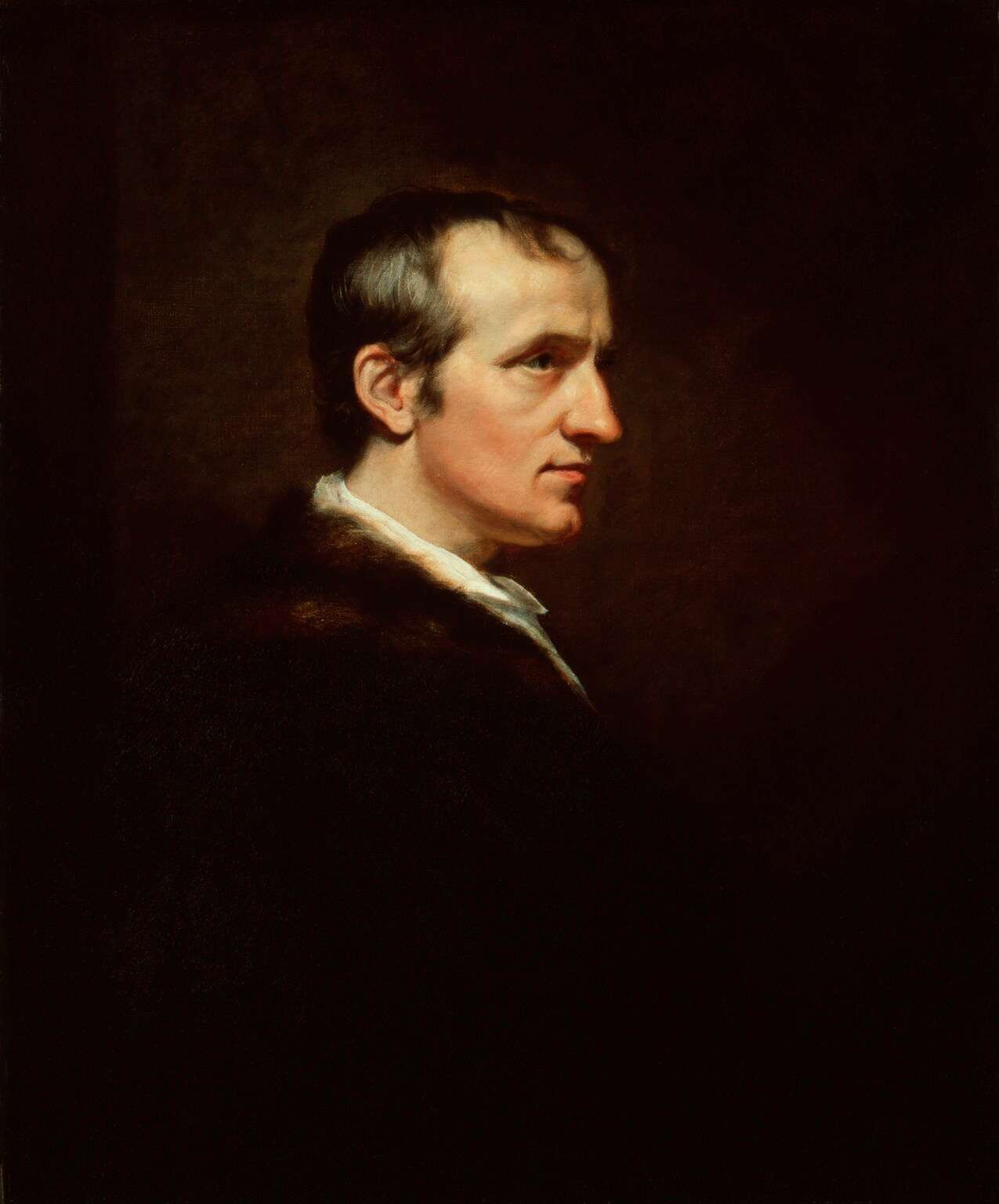
William Godwin, olio su tela di James Northcote, 1802, National Portrait Gallery, Londra

### Giovinezza
William Godwin apparteneva ad una famiglia calvinista di puritano-presbiteriani e il padre era ministro di culto della chiesa locale, a Guestwick, nel Norfolk, e membro della congregazione dei dissenzienti. Godwin nacque a Wisbech, in Cambridgeshire, da John e Anne Godwin, settimo di tredici figli. Gli abitanti del luogo, e i suoi antenati, avevano partecipato alla Rivoluzione inglese al fianco di Oliver Cromwell, contribuendo a organizzare il movimento degli indipendenti e dando ascolto agli insegnamenti dei Levellers ("livellatori"), che erano favorevoli a una società egualitaria all'interno della nuova repubblica del Commonwealth. Il padre morì giovane, senza destare grande dispiacere in William, che aveva un rapporto conflittuale con lui; con la madre, nonostante le notevoli differenze di opinione, ci fu sempre un grande affetto, fino alla morte di lei, avvenuta in un'età avanzata.
All'età di 11 anni, divenne l'unico allievo di Samuel Newton, che era discepolo di Robert Sandeman. Godwin parlerà di lui come di "un celebre apostolo del nord del paese, il quale, dopo che Calvino dannò novantanove uomini su cento, ideò un sistema per dannare novantanove su cento dei seguaci di Calvino". Newton era un personaggio potente tra i dissenzienti puritani di Norwich, ma Godwin lo descrisse anche come un "piccolo tiranno" e "simile a un macellaio in pensione, pronto tuttavia a viaggiare per cinquanta miglia per il piacere di ammazzare un bue". L'avversione contro la violenza di Newton provocò in lui un odio verso la coercizione che sarebbe durato per tutta la vita.
Godwin frequentò il Presbyterian College di Hoxton, al fine di apprendere la stessa professione del padre. Qui studiò con il biografo Andrew Kippis, e il dr. Abraham Rees, uno degli autori della Cyclopaedia. Cominciò a esercitarsi nella professione di ministro calvinista a Ware, Stowmarket e Beaconsfield. A Stowmarket lesse per la prima volta gli autori illuministi, in particolare John Locke, David Hume, Voltaire, Helvétius, d'Holbach, Diderot e, soprattutto, Rousseau, rimanendone estremamente colpito. Sotto l'influsso delle sue letture abbandonò la fede e prese la decisione di lasciare la carriera ecclesiastica, per dedicarsi al giornalismo e alla trattatistica. Rischiò l'arresto per aver criticato il primo ministro William Pitt il Giovane. Fu dapprima, dal punto di vista religioso, un calvinista, un sociniano, poi un deista, per divenire poi apertamente miscredente e ateo, ed infine in età matura approdare ad un vago teismo aconfessionale.

### Godwin filosofo

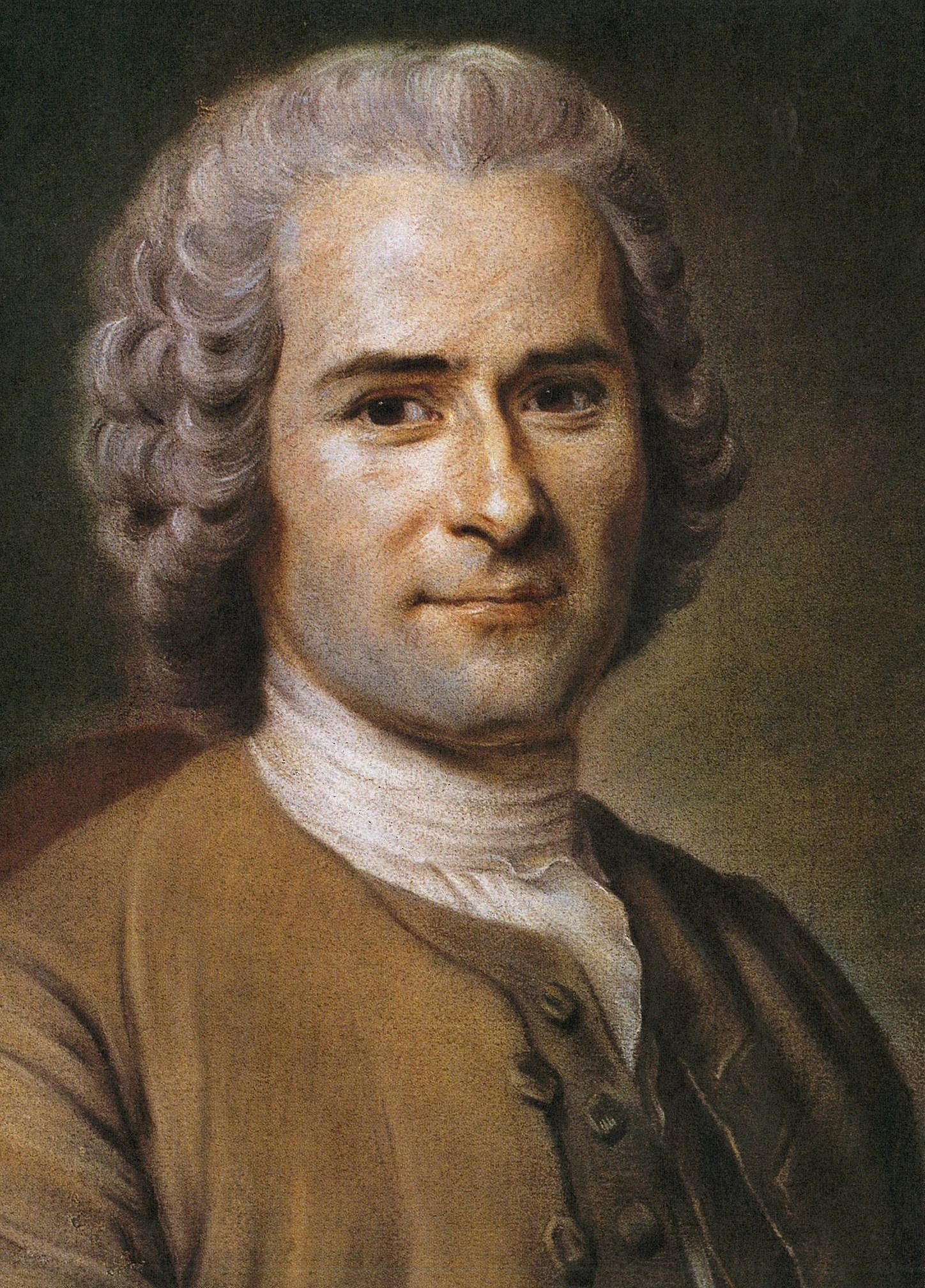
Jean-Jacques Rousseau

Godwin si trasferì a Londra nel 1782, ancora nominalmente come ministro, con l'intento di rigenerare la società con la sua penna. Egli adottò i principi degli enciclopedisti francesi, ponendosi come obiettivo il rovesciamento completo di tutte le istituzioni politiche, sociali e religiose esistenti. Egli riteneva, tuttavia, che solo una tranquilla discussione fosse l'unica cosa necessaria e utile per apportare il cambiamento, e dall'inizio alla fine della sua carriera sconsigliò ogni approccio alla violenza. Godwin da questo momento fu un filosofo radicale, nel senso più stretto del termine.
Nelle prime opere fa ancora riferimenti alla religione: sebbene fosse ateo, facendo parlare un personaggio afferma che: "Dio stesso non ha il diritto di essere un tiranno". Introdotto da Andrew Kippis, cominciò a scrivere nel 1785 per il Nuovo Registro Annuale e altri periodici, scrivendo anche tre romanzi che non lasciarono il segno. I suoi principali contributi per il "Registro Annuale" erano gli "Schizzi di storia inglese" che scriveva annualmente, riassunti annuali di affari politici nazionali ed esteri. Fece parte di un club chiamato "i rivoluzionari", assieme a Lord Stanhope, Horne Tooke e Holcroft.
Si avvicinò all'ala sinistra del partito liberale inglese (Whig) e, sull'onda dell'emozione suscitata dalla Rivoluzione francese, sentì la necessità di prendere posizione, scrivendo e pubblicando nel 1793 il famoso trattato "An Enquiry Concerning Political Justice and its Influence on General Virtue and Happiness", noto come Inchiesta sulla giustizia politica o Giustizia politica. Godwin concepì il saggio come un sostegno a I diritti dell'uomo di Thomas Paine, e una risposta critica a Riflessioni sulla Rivoluzione in Francia, del conservatore old whig Edmund Burke. Pur essendo un pacifista, sostenne le ragioni di fondo e i meriti della Rivoluzione francese, condannando però lo statalismo dei giacobini di Maximilien de Robespierre, conclusosi nel Regime del Terrore, e condividendo più le idee di Jacques Roux e François-Noël Babeuf, pur non essendo d'accordo con i metodi. Del pensiero di Thomas Paine fu un profondo conoscitore.
Giustizia politica contiene in pratica tutta la dottrina anarcofilosofica di Godwin.
Partecipò attivamente ai dibattiti della "Constitutional Society" e la sua casa divenne frequentata da intellettuali e artisti tra cui William Wordsworth, Samuel Taylor Coleridge, Walter Scott.

### Il matrimonio e la morte della prima moglie

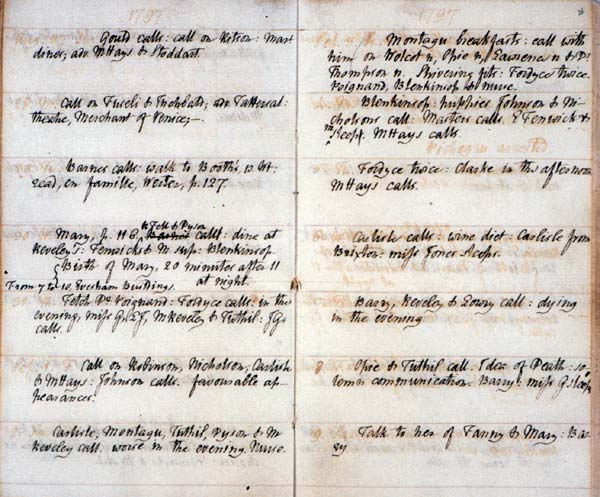
Diario di William Godwin che riporta la data di nascita di Mary (sulla colonna sinistra, quarta sezione) "Birth of Mary, 20 minutes after 11 at night"

Nel 1796 iniziò un rapporto sentimentale con la scrittrice femminista Mary Wollstonecraft creando scandalo perché lei rimase incinta della figlia Mary.
Godwin aveva conosciuto la Wollstonecraft qualche anno prima, quando lei era intervenuta nel dibattito rivoluzionario contro Burke, con Rivendicazione dei diritti dell'uomo, seguiti da Rivendicazione dei diritti della donna. La Wollstonecraft aveva attraversato un brutto periodo in cui aveva tentato il suicidio, ma fu salvata. Finì per liberarsi della depressione e tornò a lavorare nella Casa editrice Johnson e a frequentare il vecchio circolo intellettuale dove erano presenti, in particolare, Mary Hays, Elizabeth Inchbald, Sarah Siddons e dove ritrovò William Godwin. Questi aveva letto le sue Letters written in Sweden, Norway, and Denmark, e aveva commentato che quello «era un libro che poteva far innamorare un lettore della sua autrice. Parla dei suoi dolori, in un modo che ci riempie di malinconia, e ci scioglie l'animo in tenerezza, e al tempo stesso ci rivela un genio che esige tutta la nostra ammirazione».

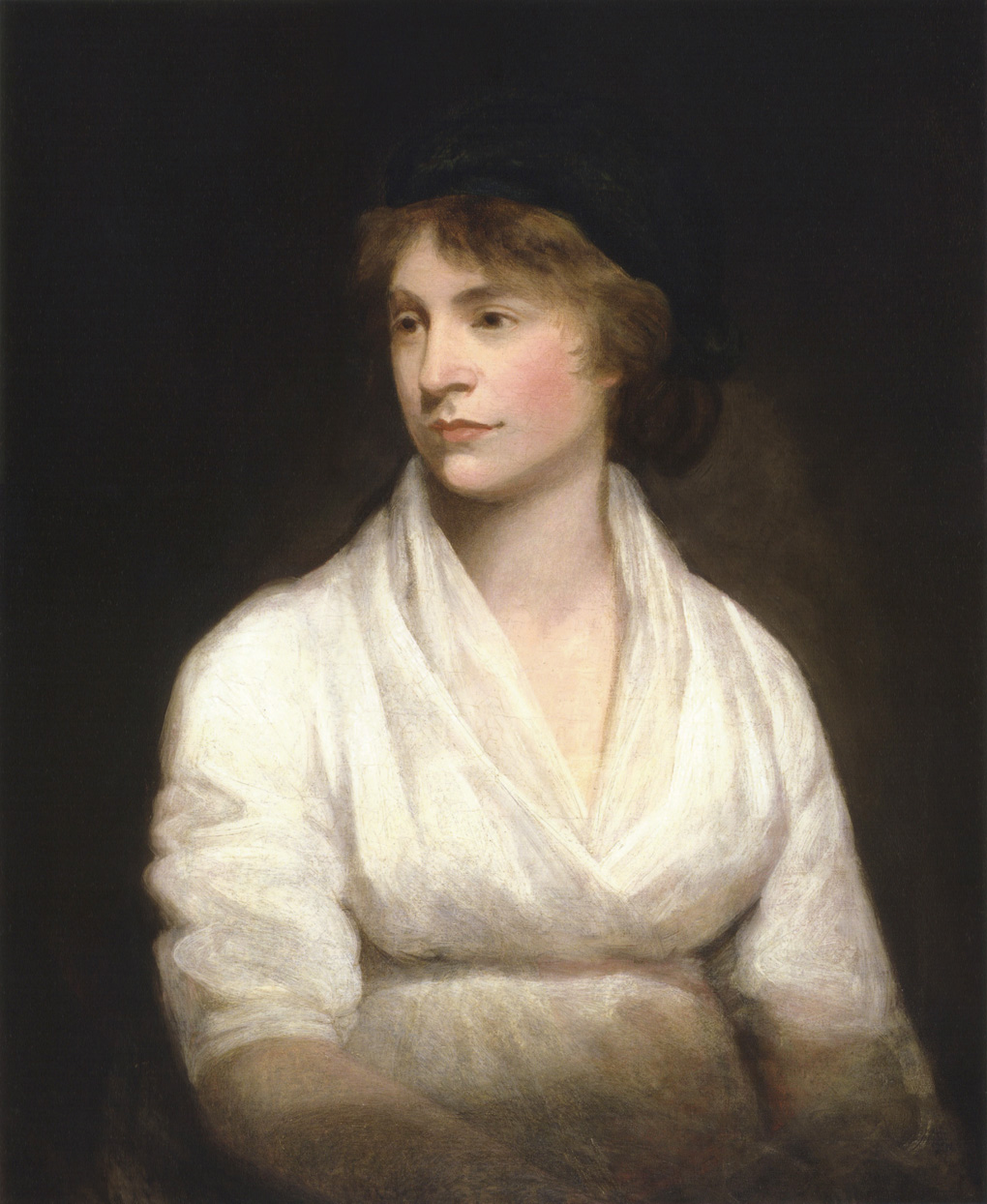
Mary Wollstonecraft

Fra di loro iniziò una relazione e decisero di sposarsi dopo che Mary rimase incinta. Il fatto che Mary fosse una «madre nubile» e che si sposasse quando già aspettava un bambino, poteva scandalizzare la società dell'epoca, non certo Godwin che, non a caso, nel suo scritto Political Justice, si era dichiarato favorevole all'abolizione dell'istituto matrimoniale. Si sposarono soltanto per far cessare, per quanto possibile, i pettegolezzi e l'ostracismo della società londinese verso Mary: infatti, dopo il matrimonio celebrato il 29 marzo 1797, andarono ad abitare in due case adiacenti, in modo da conservare ciascuno la propria indipendenza.
La loro unione durò pochi mesi: il 30 agosto 1797 Mary diede alla luce la figlia, Mary Godwin Wollstonecraft, nota futura scrittrice, ma le conseguenze del parto furono fatali alla madre, che morì il 10 settembre di setticemia. William scrisse al suo amico Thomas Holcroft: «credo fermamente che non esistesse una donna eguale a lei al mondo. Eravamo fatti per essere felici e ora non ho la minima speranza di esserlo mai più». Godwin fu così lasciato solo con la piccola Mary e Fanny Imlay, figlia primogenita della Wollstonecraft, nata da una relazione con l'americano Gilbert Imlay, alla quale decise di dare il proprio cognome crescendola come fosse figlia propria. Un anno dopo la morte della moglie Godwin pubblicò Memorie dell'autrice della Rivendicazione dei diritti della donna (1798), con cui intendeva rendere omaggio al ricordo della moglie. Il contenuto dell'opera fu tuttavia considerato immorale a causa delle relazioni extraconiugali e dei figli illegittimi della Wollstonecraft, ripercuotendosi così sulla fama e sulle opere dell'autrice. Mary Godwin leggerà queste memorie e le opere di Mary Wollstonecraft, il che contribuì a rinsaldare l'affetto di Mary nei confronti del ricordo della madre.

### La famiglia Godwin

Albero genealogico della famiglia Godwin-Wollstonecraft-Shelley

Godwin, una volta rimasto vedovo, nel 1801 si risposò con Mary Jane Clairmont, che aveva già due figli, Jane, nota poi come Claire, e Charles, e da cui ebbe il figlio William: Godwin infatti era spesso indebitato e, convintosi di non essere in grado di badare da solo a due bambine, cambiò le sue idee sul matrimonio decidendo di contrarne un secondo; dopo due proposte fallite di matrimonio a due conoscenti Godwin convinse la vicina di casa, Mary Jane Clairmont, una casalinga con due figli illegittimi avuti probabilmente da due diversi compagni, Charles Gaulin Clairmont e Claire Clairmont.
Per mantenere la numerosa famiglia intraprese un'attività editoriale in Skinner Street, fra ingenti difficoltà finanziarie.
Molti degli amici di Godwin disprezzavano la nuova moglie, descrivendola spesso come una persona crucciosa e litigiosa, ma Godwin le era devoto e il matrimonio ebbe successo;
la piccola Mary Godwin invece detestava la sua matrigna. Il biografo di Godwin, C. Kegan Paul, suggerì che forse la signora Godwin favoriva i propri figli su quelli della Wollstonecraft.
Nel 1805, dietro suggerimento della moglie, i coniugi Godwin fondarono una casa editrice per bambini, la Juvenile Library, che pubblicò opere come Mounseer Nongtongpaw (opera attribuita a Mary Shelley) e Tales from Shakespeare di Charles e Mary Lamb, oltre che le opere stesse di Godwin scritte sotto lo pseudonimo di Baldwin. La casa editrice però non fruttò guadagno, al punto che Godwin fu costretto a prendere in prestito una sostanziale somma di denaro per tirare avanti. Godwin continuò a farsi prestare soldi per cercare di rimediare ai debiti contratti, peggiorando così la propria situazione finanziaria. Dal 1809 i suoi affari fallirono e lui si sentì "vicino alla disperazione". Si salvò dalla prigione grazie ad alcuni sostenitori delle sue teorie filosofiche tra i quali Francis Place, che gli prestò una considerevole somma di denaro.
Da allora Godwin si dedicò quasi interamente all'educazione della figlia. Sebbene Mary Godwin avesse ricevuto poca istruzione formale, suo padre contribuì alla sua formazione anche in vari altri campi. Spesso portava i figli in viaggi di istruzione, dava loro libero accesso alla biblioteca di casa e li faceva assistere alle visite di alcuni intellettuali, come Samuel Taylor Coleridge (Mary e Claire assistono alla lettura da lui fatta de La ballata del vecchio marinaio) e il futuro vicepresidente degli Stati Uniti Aaron Burr.
Godwin ammise di non essere d'accordo con le concezioni educative di Mary Wollstonecraft presenti nell'opera Rivendicazione dei diritti della donna (1792); nonostante ciò Mary Godwin ricevette un'istruzione inusuale e avanzata per una ragazza del suo tempo. Ebbe infatti una governante, un tutore ed ebbe l'opportunità di leggere i manoscritti dei libri per bambini redatti dal padre sulla storia greca e romana. Nel 1811 Mary frequentò per un periodo di sei mesi un college a Ramsgate. All'età di quindici anni suo padre la descriveva come "straordinariamente audace, piuttosto imperiosa e attiva di mente. Il suo desiderio di conoscenza è grande e la sua perseveranza in tutto ciò che intraprende quasi invincibile".
Nel giugno del 1812, Godwin mandò Mary a risiedere dalla famiglia radicale di William Baxter, suo amico, vicino a Dundee, in Scozia. A Baxter scrisse: "Voglio che lei cresca (...) come un filosofo, anzi come un cinico." Vari studiosi hanno ipotizzato che il motivo di questo viaggio avesse a che fare con problemi di salute di Mary (Muriel Spark nella sua biografia di Mary Shelley ipotizza che la debolezza al braccio di cui Mary soffriva in certi periodi potesse derivare da motivi nervosi dati dai cattivi rapporti con la Clairmont), per allontanarla dalla sgradevole situazione finanziaria della famiglia, oppure per introdurla alle idee politiche radicali. Mary Godwin trascorse momenti felici a casa Baxter; il soggiorno fu però interrotto dal ritorno a casa con una delle figlie di Baxter nell'estate del 1813; sette mesi dopo però Mary vi ritornò, accompagnando l'amica, restandovi poi per altri dieci mesi.

### Godwin e Shelley

Richard Rothwell, ritratto di Mary Shelley, figlia di Godwin (particolare), 1840 esposto alla Royal Academy, accompagnato dai versi di dedica del poema La Rivolta dell'Islam di Percy Shelley in cui Mary viene definita "Child of love and light".

Le idee politiche di Godwin ebbero un'influenza determinante su alcuni autori contemporanei, come i grandi poeti romantici Percy Bysshe Shelley e Lord Byron. Shelley, ribelle e anticonformista, autore de La necessità dell'ateismo, tradusse in poesia la filosofia godwiniana, in opere come Ozymandias, La rivolta dell'Islam, Prometeo liberato, Inno alla bellezza intellettuale, Ode al vento dell'Ovest e molte altre. Divenne molto amico di Shelley, ma i loro rapporti divennero difficili dopo che egli si innamorò della figlia sedicenne Mary e scappò con lei (Mary era incinta di una figlia che morì poco dopo la nascita, e Shelley era già sposato, e con due figli piccoli, di cui uno nato quasi in contemporanea con la figlia di Mary), e dopo che non restituì a Godwin numerosi prestiti ricevuti (anche se Shelley stesso aveva prestato a Godwin alcune somme). Godwin, un tempo sostenitore dell'amore libero, per un certo periodo non volle avere rapporti con la figlia e il futuro genero, sentendosi deluso per essere stato abbandonato da Mary e dal suo discepolo.

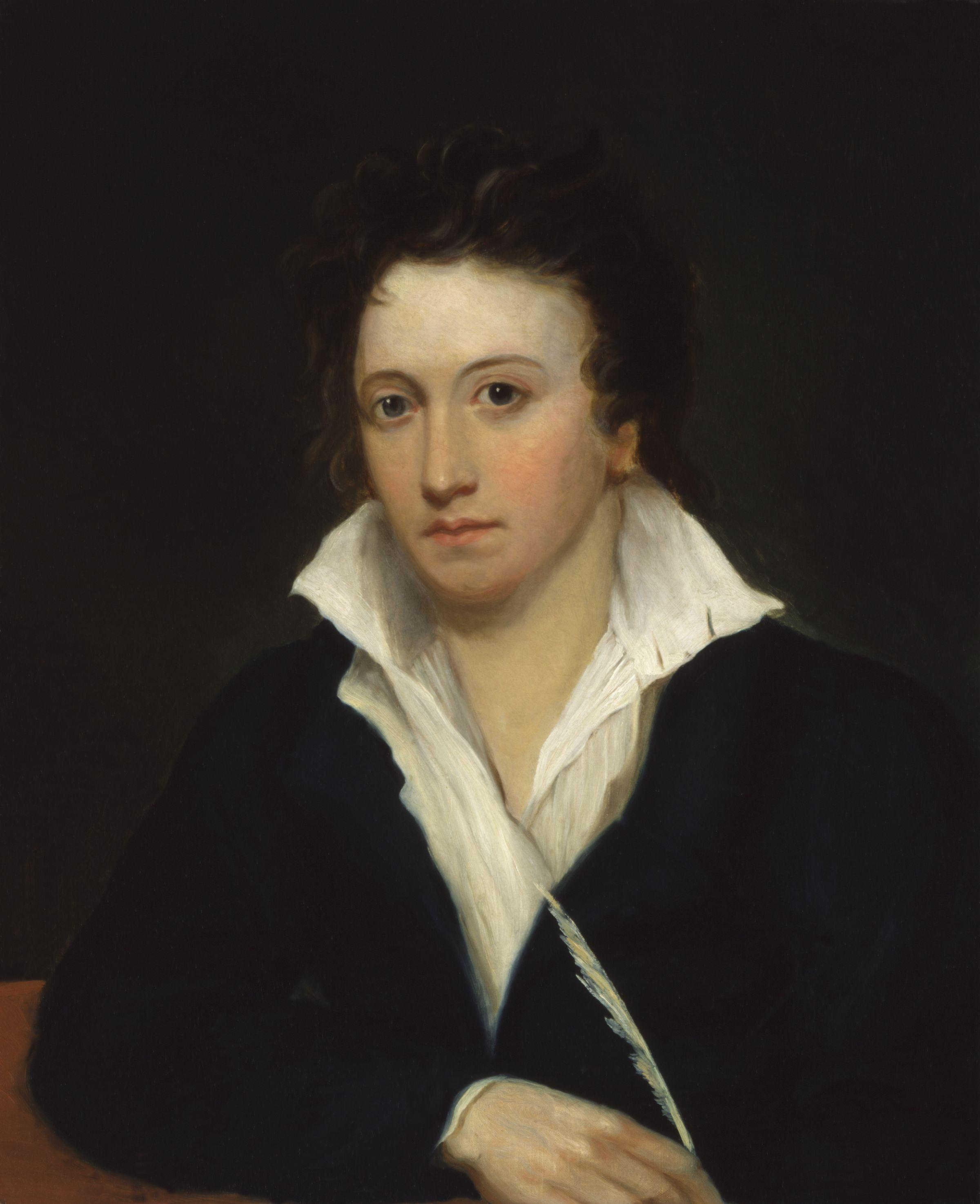
Percy Bysshe Shelley

Nello stesso lasso di tempo morì suicida la figlia adottiva Fanny, avvelenandosi con del laudano, ma Godwin diffuse la voce che era morta di malattia in Irlanda. Le radicali idee di Godwin erano ormai in contrasto con la sua ricerca della "rispettabilità borghese" che dimostrò nelle occasioni del fidanzamento di Mary e della morte di Fanny. In realtà le idee di Godwin non erano cambiate di molto, ma riteneva di dover tenere un profilo basso e una buona apparenza sociale, in quanto i conservatori non perdevano occasione per screditare lui e i suoi scritti, riducendolo sul lastrico con una famiglia da mantenere. Essendo inoltre il suicidio considerato un reato all'epoca, Godwin volle proteggere la reputazione della figliastra ed evitare problemi giuridici alla famiglia, con la dichiarazione fittizia e rimuovendo il nome "Fanny Godwin" dalla lettera d'addio (secondo altri fu la stessa Fanny ad aver rimosso perlomeno il cognome, per rispetto a Godwin e alla famiglia). L'altra figliastra, Claire, era invece scappata anche lei con Mary e Percy, ed avrà una bambina, Alba, poi detta Allegra, da un altro dei giovani amici di Godwin, Lord Byron.
Nel 1816-1817 Mary scrisse il romanzo gotico, pubblicato l'anno dopo a nome di Percy, Frankenstein o il Prometeo moderno, dedicato proprio a Godwin.
Godwin si riconciliò infine con gli Shelley alla nascita del nipote William, chiamato così in suo onore, poco dopo il ritorno dal viaggio nel continente intrapreso dai due giovani. Al suicidio della moglie Harriet, trovata annegata nel lago di Hyde Park, poiché non condivideva l'ideale di amore libero di Percy e fu da questi lasciata, Shelley sposò Mary, atto consigliatogli per avere la custodia (che comunque perderà) dei due figli avuti dalla prima moglie. Per evitare problemi a Shelley, anche il suicidio di Harriet (forse di nuovo incinta al momento) non venne rivelato pubblicamente. La cerimonia di matrimonio tra Mary e Percy avvenne alla presenza dei coniugi Godwin. Durante un secondo e più lungo viaggio nel continente, in Italia, William e Clara Everina (l'altra figlia di Mary, nata da poco), i due nipoti di Godwin, morirono di malattia (Clara nel 1818 e William nel 1819) e la stessa Mary rischiò la vita per un aborto spontaneo. A Firenze nascerà invece, sempre nel 1819, Percy Florence, l'unico figlio di Mary e Shelley a sopravvivere ai genitori.

### Gli ultimi anni
L'8 luglio 1822 Percy Shelley morì annegato in mare presso Viareggio, e Mary ritornò l'anno seguente nel Regno Unito, riavvicinandosi molto al padre: nel 1823 lei e il figlio vissero, per breve tempo, al numero 195 dello Strand, nell'appartamento di Godwin e della moglie.
Gli ultimi anni di Godwin, che continuava la sua attività letteraria, furono sereni, nonostante la morte del figlio William jr. nel 1832, trascorsi con la seconda moglie e le frequenti visite di Mary e del nipote Percy Florence, che erediterà dal nonno paterno il titolo di baronetto. Anche Claire, la cui figlia, affidata al padre Lord Byron, era morta da tempo in un convento italiano, tornerà a vivere a Londra (Byron stesso finì invece la sua vita a Missolungi, in Grecia, colpito dalla malaria). Il figliastro Charles Clairmont diverrà invece un letterato e istitutore, e sarà uno dei precettori del futuro imperatore d'Austria Francesco Giuseppe.
William Godwin morì ottantenne, colpito da una bronchite, il 7 aprile 1836, e venne sepolto, come da sua richiesta, accanto a Mary Wollstonecraft nel cimitero della chiesa di Old St. Pancras a Londra; alcuni anni più tardi (1851), per volontà del nipote Percy Florence e della moglie di questi, Mary St. John, i resti mortali della coppia verranno spostati nel Sagrato di Bournemouth e sepolti a fianco della figlia Mary Shelley, morta in quello stesso anno.

## Il pensiero

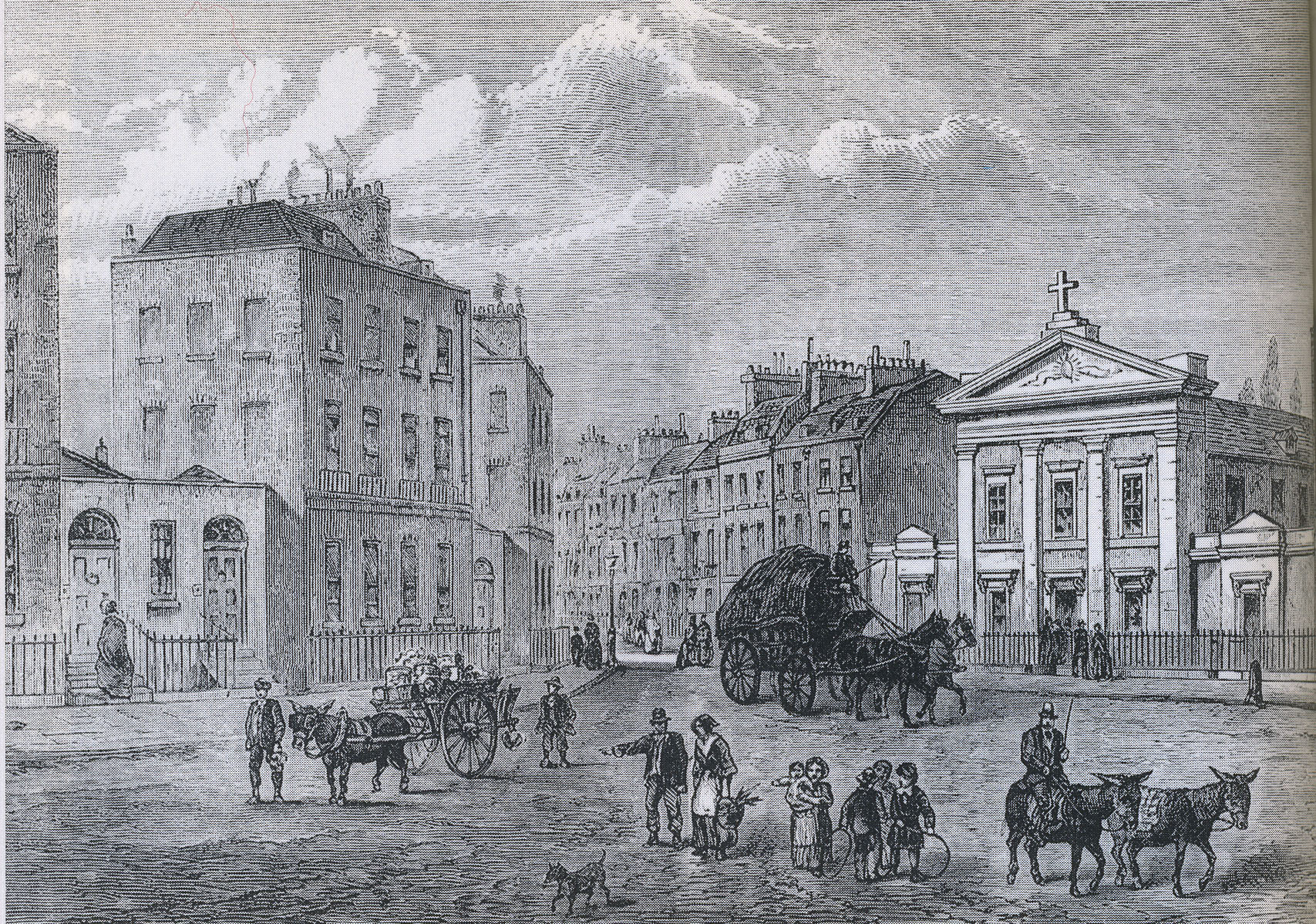
Il Polygon, la casa londinese di Godwin dove scrisse quasi tutte le sue opere

Godwin è considerato uno tra i principali pionieri del pensiero anarchico.
Deluso dalla Rivoluzione francese e dalla dittatura giacobina, elaborò un ordinamento sociale fondato sul decentramento amministrativo e giudiziario, sulla costruzione di libere comunità indipendenti e sull'abolizione del governo centrale: un mutamento graduale di liberazione della società dallo Stato, fondato sulla maturazione di un'etica insieme individualista e comunitaria.

### La ragione come guida
La base del suo pensiero è di taglio illuminista: la Ragione è la luce che illumina il cammino umano ed è il faro da seguire. La società può cambiare, sebbene gradualmente, quanto più la mente degli uomini si apre alla ragione.
L'assunto politico fondamentale è che tutte le forme di potere non si basano sulla ragione ed impongono leggi che non nascono dalla libera volontà dei membri della società: anche la forma migliore di governo (la democrazia) si basa sulla forza dei numeri, e quindi sulla demagogia.

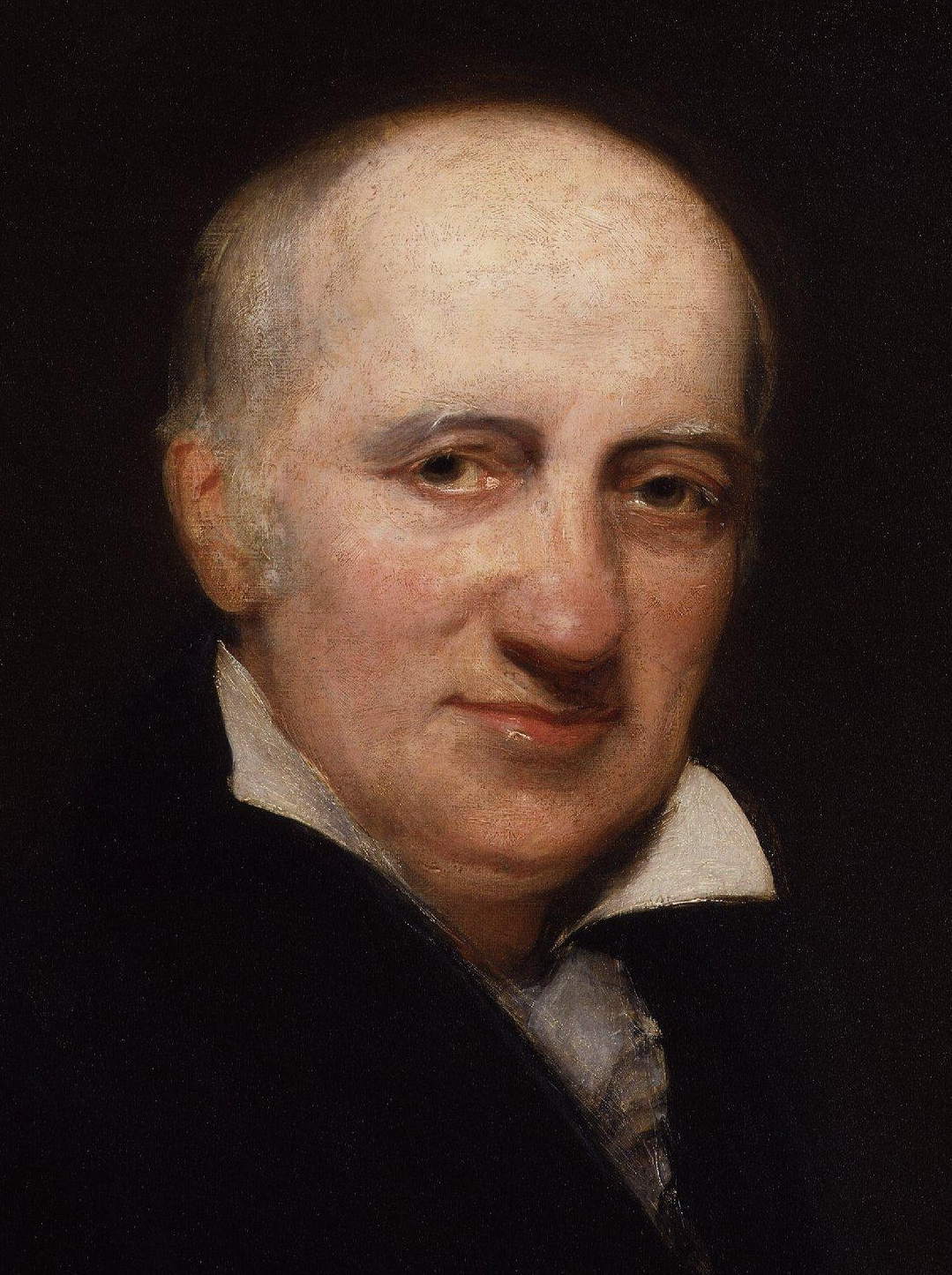
William Godwin, ritratto da Henry William Pickersgill (particolare)

### Contro il contrattualismo liberale
Godwin contesta la teoria contrattualista di scuola liberale: il patto sottoscritto originariamente tende ad eternizzarsi, facendo sì che le generazioni successive siano costrette ad obbedire alla volontà di quelle che le hanno precedute, e quand'anche i cittadini di oggi fossero chiamati a rinnovare il patto, comunque "patti e promesse non costituiscono il fondamento della morale" e non garantiscono il successo della ragione.

### Il mantenimento dell'ordine e l'anti-autoritarismo
Godwin critica in modo così radicale il principio d'autorità da contrapporvi l'opposto principio di anarchia: "ciascuno è abbastanza saggio da governarsi da solo" e "nessun criterio soddisfacente può porre un uomo, o un gruppo di uomini, al comando di tutti gli altri".
Le istituzioni devono soltanto limitare il male, poiché l'uomo non è perfetto: il miglioramento della società, la creazione di una civiltà di liberi e uguali, tuttavia, elimineranno gradualmente le "cause del delitto" rendendo superflue le istituzioni repressive, poiché il carattere dell'uomo non è dato dalla natura ma dalla società (cosiddetta "perfettibilità dell'uomo"). Godwin conclude la sua criminologia libertaria, anticipatrice di quella anti-lombrosiana di Pietro Gori, non chiedendo l'abolizione immediata della polizia, ma un graduale superamento tramite una guardia meno coercitiva, fino a che ce ne sarà bisogno, ma sostenendo che i malfattori devono essere rinchiusi solo come espediente temporaneo e trattati con il massimo di rispetto e cortesia possibili.

### La democrazia diretta
Nel frattempo, poiché il completo superamento di ogni Governo può avvenire solo con la maturazione di un'alta coscienza civile, si deve cercare un sistema sociale basato sulla partecipazione popolare.
Da qui Godwin parte per teorizzare la democrazia diretta, il decentramento ed il federalismo, difendendo una forma di comunitarismo: una ricetta applicabile ad ogni società, poiché il dato unificante e comune a tutti è la ragione; l'amore patrio, pertanto, è ingannevole, perché separa arbitrariamente gli uomini e pone gli interessi degli uni contro gli interessi degli altri. Allo stesso modo, anche la guerra offensiva e il colonialismo sono immorali, così come lo sfruttamento dei lavoratori.

### L'esistenza umana e l'etica
Per Godwin Ragione, Giustizia e Felicità coincidono: poiché la ragione è universale ne deriva anche l'universalità della giustizia, la quale a sua volta conduce alla felicità individuale e collettiva e alla vera libertà. Aderisce inoltre al sensismo e all'utilitarismo, sostenendo anche una pedagogia libertaria, ricavata in parte da Rousseau. Pur ribadendo la centralità dell'individuo come soggetto dei diritti, da cui derivano tutti i diritti della società, egli sostiene la filantropia.
Negli ultimi anni si dedicò anche alla fantascienza, ipotizzando scoperte scientifiche in grado di far ottenere l'immortalità all'essere umano; si ritiene che l'interesse di Godwin per questi argomenti abbia influenzato anche la figlia Mary Shelley per la stesura del suo Frankenstein. Godwin e il suo circolo intellettuale (Shelley in testa) vedono inoltre con interesse i diritti degli animali e il vegetarianismo.

### La giustizia politica

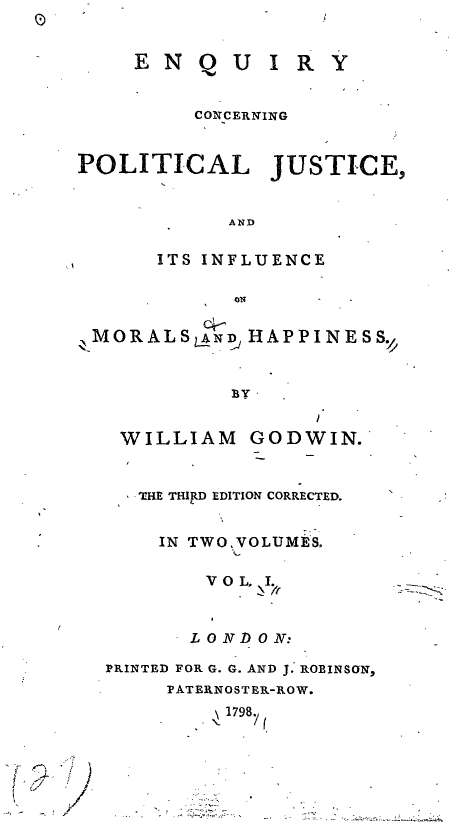
Frontespizio di Giustizia politica

Godwin cominciò a pensare all'Inchiesta sulla Giustizia politica nel 1791, dopo la pubblicazione de I diritti dell'uomo (Rights of Man) di Thomas Paine in risposta alle Riflessioni sulla Rivoluzione in Francia (Reflections on the Revolution in France) di Edmund Burke (1790). Tuttavia, a differenza della maggior parte delle opere che spuntarono sull'onda del lavoro di Burke durante la cosiddetta controversia rivoluzionaria, quella di Godwin non si rivolgeva agli eventi specifici del tempo, ma affrontava i principi filosofici sottostanti. La sua lunghezza e il suo prezzo (costava oltre 1 sterlina) la resero inaccessibile al pubblico popolare de I diritti dell'uomo e probabilmente protessero Godwin dalla persecuzione che altri scrittori come Paine sperimentarono. Nondimeno, Godwin divenne una figura onorata tra i radicali e i progressisti e fu visto come una guida intellettuale tra i loro gruppi. Uno dei modi in cui ciò avvenne fu attraverso le molte copie non autorizzate del testo, gli estratti stampati dai giornali radicali e le conferenze tenute da John Thelwall sulla base delle sue idee.
Pur essendo pubblicata durante la Rivoluzione francese, le Guerre rivoluzionarie francesi e gli eventi che condussero ai processi per tradimento del 1794 in Gran Bretagna, la Giustizia politica sostiene che l'umanità inevitabilmente progredirà, schierandosi a favore della perfettibilità e dell'illuminazione umana. McCann spiega che "la Giustizia politica è ... prima di tutto una critica delle istituzioni politiche. La sua visione della perfettibilità umana è anarchica in quanto vede il governo e le relative pratiche sociali come il monopolio sulla proprietà, il matrimonio e la monarchia frenare il progresso dell'umanità." Godwin crede che il governo "si insinui nelle nostre inclinazioni personali e trasmetta impercettibilmente Il proprio spirito alle nostre transazioni private". Invece, Godwin propone una società in cui gli esseri umani usano la loro ragione per decidere la migliore linea di condotta. La stessa esistenza dei governi, anche di quelli fondati attraverso il consenso, dimostra che le persone non possono ancora regolare la loro condotta in base ai dettami della ragione.
Godwin sosteneva che il legame tra la politica e la moralità era stato reciso e voleva ripristinarlo. McCann spiega, citando frasi del saggio, che, nella visione di Godwin, "come l'opinione pubblica si sviluppa in accordo con i dettami della ragione, così dovrebbero cambiare anche le istituzioni politiche finché, alla fine, non appassiranno del tutto, permettendo alla gente di organizzarsi in quella che sarebbe una democrazia diretta." Godwin credeva che il pubblico potesse essere razionale; scrisse: "L'opinione è il motore più potente che si possa portare dentro la sfera della società politica. La falsa opinione, la superstizione e il pregiudizio, sono stati finora i veri sostenitori dell'usurpazione e del dispotismo. L'inchiesta e il miglioramento della mente umana, stanno ora scuotendo al centro quei baluardi che hanno così a lungo tenuto l'umanità in schiavitù."
Godwin non era un rivoluzionario del tenore di John Thelwall e della London Corresponding Society. Anarchico filosofico, egli credeva che il cambiamento sarebbe giunto gradualmente e che non vi fosse alcun bisogno di una rivoluzione violenta. Egli sostiene che "il compito che, attualmente, dovrebbe occupare il primo posto nei pensieri dell'amico dell'uomo è l'inchiesta, la comunicazione, la discussione." Godwin credeva così nel desiderio degli individui di ragionare in modo sincero e veritiero l'uno con l'altro. Nel XX secolo, Jürgen Habermas sviluppò ulteriormente questa idea.
Tuttavia, paradossi e contraddizioni affiorano in tutta la Giustizia politica. Come osserva McCann, "una fede nella capacità dell'opinione pubblica di progredire verso l'illuminazione, basandosi sul proprio esercizio della ragione, è costantemente annullata dalle forme effettive dell'azione pubblica e della vita politica, che per Godwin finiscono pericolosamente per includere l'individuo nel collettivo." Ad esempio, Godwin critica i discorsi pubblici perché fanno leva sul sentimento anziché sulla ragione e la stampa perché può illuminare ma anche perpetuare il dogma.

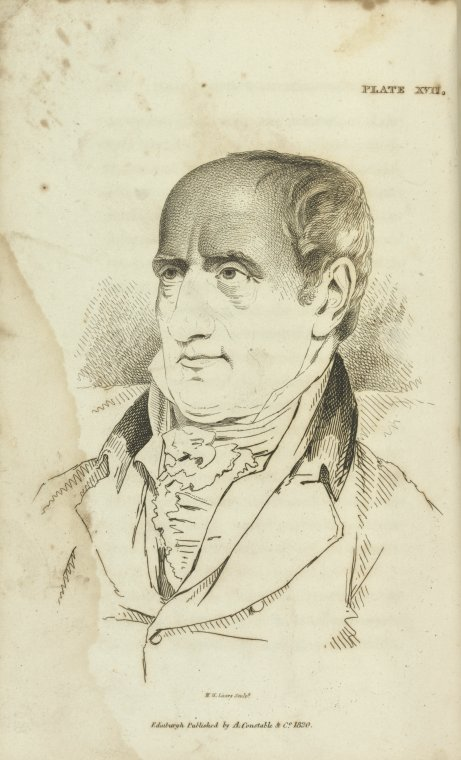
Illustrazione di William Godwin (1820), opera di George Steuart Mackenzie

### Ricezione del pensiero
Il più grande divulgatore del pensiero di Godwin fu il genero Percy Shelley, con la sua poesia. Il pensatore inglese influenzerà l'opera di Herbert Spencer.
Nel Frankenstein o il moderno Prometeo (già nel titolo appare il tema del titanismo romantico) della figlia Mary è stata notata anche una forte influenza del padre e delle sue idee anarchiche: William Godwin in Political Justice sostiene che istituzioni come il governo, la legge o il matrimonio, seppur positive, tendano a esercitare forze dispotiche sulla vita della gente; egli aspira a un nuovo ordine sociale basato sulla benevolenza universale, contraddicendo la visione seicentesca di Thomas Hobbes di una società essenzialmente egoista. In stile rousseauiano, sono le istituzioni e il comportamento altrui a rendere, nella maggioranza dei casi, l'uomo preda di istinti malvagi. La Creatura, completamente estraniata dalla società, si considera come un demone malefico e chiede giustizia proprio in senso godwiniano: «Do your duty towards me» ("Fa il tuo dovere verso di me"), dice il Mostro a Victor Frankenstein che lo ha messo al mondo, abbandonandolo poi per l'orrore che gli suscitava; Frankenstein rifiuta e il Mostro, come ha promesso in caso di diniego (e come ha già fatto dopo essere stato abbandonato e ripudiato da tutti), si vendicherà uccidendo i suoi amici e la sua famiglia, poi conducendo alla morte lo scienziato stesso; infine si suiciderà però per il rimorso. Non a caso come epigrafe è posta la citazione di Adamo del Paradiso perduto di John Milton (rivoluzionario cristiano radicale come gli antenati di Godwin): «Ti ho forse chiesto io, Creatore, di farmi uomo dall'argilla? Ti ho forse chiesto io di trarmi fuori dall'oscurità?».
C'è in Frankenstein, più in generale, una reminiscenza di stile e personaggi del repertorio di Godwin, e la morale che implica un ritorno del male fatto o del bene omesso, come punizione sul responsabile, prima o poi; il Mostro nasce infatti buono (generoso, ragionevole e perfino vegetariano, una sorta di buon selvaggio), ma è reso estremamente malvagio dal disprezzo degli uomini verso di lui; Frankenstein stesso, avendolo creato sfidando le leggi della natura e avendolo poi rifiutato nonostante fosse suo "figlio", ne è responsabile. Il Mostro si trasforma quindi in una sorta di feroce vendicatore di sé stesso: 
(Mary Shelley, Frankenstein, capitolo 16)
Anche Robert Owen riprenderà i suoi concetti. Proudhon, invece, cita Godwin solo una volta, e anche Bakunin non vi fa molto riferimento. Marx, lettore di Shelley, lo ignora in quanto pensatore utopistico, secondo la sua visione. Sarà solo nel XX secolo che rinascerà l'interesse per il suo pensiero, anche se alcune sue idee si troveranno già tra i rivoluzionari della Comune di Parigi, pure se Godwin si era manifestato contro le insurrezioni. Interessati al suo pensiero furono anche Pëtr Alekseevič Kropotkin e, fuori dall'ambito anarchico, John Stuart Mill.

## Le opere principali
- Inchiesta sulla giustizia politica (Enquiry concerning political justice), (1793), trattato pubblicato in polemica col pensiero di Edmund Burke, è la sua opera più sistematica: l'autore evidenzia come la felicità umana e il benessere della società rappresentino gli unici scopi dell'esistenza; diversamente da Jean-Jacques Rousseau, la cui influenza è fortemente presente, Godwin auspica però una graduale dissoluzione di tutte le forme di governo per arrivare all'anarchia. Al sentimentalismo e alla religiosità di Rousseau, viene contrapposta la ragione. Legge, governo, proprietà, matrimonio e disuguaglianza devono esse progressivamente aboliti.
- Le avventure di Caleb Williams (1794)
- Sulla popolazione (On Population), (1820), è un trattato in cui prevede che l'evoluzione tecnologica riuscirà in futuro a creare una società senza più poveri. Si tratta di una risposta al famoso libro di Malthus Saggio sul principio di popolazione (1798).
- Tra le sue ultime opere (tutte di narrativa) si ricordano: Mandeville (1817), Cloudesley (1830) e Deloraine (1833).